# نافين رامغولام
نافينشاندرا رامغولام (من مواليد 14 يوليو 1947) هو رئيس وزراء موريشيوس الحالي للمرة الرابعة بعد الانتخابات العامة لعام 2024، بعد الانتصار الكبير الذي حققه ائتلافه تحالف التغيير، وحصل على جميع المقاعد الستين في البرلمان الوطني، مع انتخاب 3 مرشحين لكل من الدوائر الانتخابية العشرين، والإطاحة بالحركة الاشتراكية المسلحة الحاكمة سابقًا والتي شكلت تحالف ليبيب تحت قيادة السيد برافيند كومار جوغنوث الذي استقال بعد ذلك من منصب رئيس الوزراء، حيث تم تعيين الدكتور نافين رامغولام رسميًا بهذا المنصب من قبل الرئيس بريثفيراجسينج روبون. وهو أيضًا الزعيم الحالي لحزب العمال.